# Championnat du monde féminin de handball 1993
Navigation
Corée du Sud 1990 Autriche et Hongrie 1995
La 11e édition du championnat du monde féminin de handball est organisée par la Norvège du 24 novembre au 5 décembre 1993 en collaboration avec la Fédération internationale de handball (IHF) et la Fédération norvégienne de handball.
La Norvège, finaliste des Jeux olympiques l'année précédente, accueille cette édition avec l'ambition de remporter, à domicile, leur première victoire dans la compétition. La Russie, en difficulté tout au long du tournoi, remporte néanmoins une victoire importante face au pays hôte (19-14), qui prive la Norvège de finale. La Norvège est devancée à la différence de but par l'équipe du Danemark, menée par Anja Andersen, qu'elle avait pourtant dominée lors du dernier match du tour principal. La seconde équipe qualifiée pour la finale est l'équipe d'Allemagne entraînée par Lothar Doering (de), champion olympique en 1980 en tant que joueur. L'Allemagne a réussi à surmonter une entame de tournoi moyenne — qualifiée troisième de son groupe du tour préliminaire — en réalisant un sans-faute lors du tour principal. La finale est l'une des plus serrée de l'histoire de la compétition jusqu'alors. Soixante minutes ne suffisent pas à départager les deux équipes qui disputent une prolongation. Malgré leur domination, les Danoises ne parviennent pas à creuser l'écart et les Allemandes restent au contact. Durant la prolongation, Lothar Doering lance Karen Heinrich (de), auteure jusqu'ici d'un tournoi sans relief, qui va donner la victoire aux Allemandes pour une victoire 22 à 21. Lors de la petite finale, la Norvège se console en remportant une médaille de bronze grâce à une victoire étriquée sur la Roumanie (20-19). La Russie, héritière de l'URSS tenante du titre, termine à la cinquième place.

## Qualifications
Seize équipes sont qualifiées pour la compétition :
| Équipe          | Motif de qualification                        | Commentaire                                                         |
| --------------- | --------------------------------------------- | ------------------------------------------------------------------- |
| Norvège         | Pays hôte                                     | également 6e du Champion du monde en 1990                           |
| Russie          | Vainqueur du Championnat du monde en 1990     | Remplace l'URSS, les autres ex-Républiques ne sont pas qualifiables |
| Yougoslavie     | 2e du Championnat du monde 1990               | Suspendu par l'IHF.                                                 |
| Allemagne       | 3e du Championnat du monde 1990               | En 1990, l'ex-RDA a battu l'ex-RFA dans le match pour la 3e place.  |
| Autriche        | 5e du Championnat du monde 1990               | —                                                                   |
| Roumanie        | 7e du Championnat du monde 1990               | —                                                                   |
| Chine           | 8e du Championnat du monde 1990               | —                                                                   |
| Pologne         | 9e du Championnat du monde 1990               | En remplacement de l'ex-RFA                                         |
| Danemark        | 10e du Championnat du monde 1990              | En remplacement de la Yougoslavie                                   |
| Hongrie         | Vainqueur du Championnat du monde B en 1992   | —                                                                   |
| Tchécoslovaquie | 2e du Championnat du monde B 1992             | Officiellement Équipe unie de République tchèque et de Slovaquie    |
| Suède           | 3e du Championnat du monde B 1992             | —                                                                   |
| Lituanie        | 4e du Championnat du monde B 1992             | —                                                                   |
| Espagne         | 5e du Championnat du monde B 1992             | —                                                                   |
| États-Unis      | Vainqueur du Championnat panaméricain en 1991 | —                                                                   |
| Angola          | Vainqueur du Championnat d'Afrique 1992       | —                                                                   |
| Corée du Sud    | Vainqueur du Championnat d'Asie en 1993 (en)  | —                                                                   |

## Tour préliminaire

### Modalités
Les trois premiers de chaque groupe sont qualifiés pour le tour principal. Les autres équipes jouent des matchs de classement de la 13e à la 16e place.
- Qualifié pour le tour principal.
- Reversé dans la poule de classement de la 13e à la 16e place.

### Groupe A
|   | Équipe  | Pts | J | G | N | P | Bp | Bc | Diff | Dép |
| - | ------- | --- | - | - | - | - | -- | -- | ---- | --- |
| 1 | Norvège | 6   | 3 | 3 | 0 | 0 | 61 | 47 | 14   | /   |
| 2 | Hongrie | 3   | 3 | 1 | 1 | 1 | 62 | 56 | 6    | -3  |
| 3 | Pologne | 3   | 3 | 1 | 1 | 1 | 61 | 67 | -6   | -7  |
| 4 | Espagne | 0   | 3 | 0 | 0 | 3 | 48 | 62 | -14  | /   |

| Équipe 1 | Score   | Équipe 2 |
| -------- | ------- | -------- |
| Pologne  | 20 – 19 | Espagne  |
| Norvège  | 18 – 15 | Hongrie  |
| Hongrie  | 25 – 25 | Pologne  |
| Espagne  | 16 – 20 | Norvège  |
| Norvège  | 23 – 16 | Pologne  |
| Hongrie  | 22 – 13 | Espagne  |

### Groupe B
|   | Équipe       | Pts | J | G | N | P | Bp | Bc | Diff |
| - | ------------ | --- | - | - | - | - | -- | -- | ---- |
| 1 | Danemark     | 6   | 3 | 3 | 0 | 0 | 78 | 69 | 9    |
| 2 | Russie       | 4   | 3 | 2 | 0 | 1 | 75 | 68 | 7    |
| 3 | Corée du Sud | 2   | 3 | 1 | 0 | 2 | 76 | 81 | -5   |
| 4 | Lituanie     | 0   | 3 | 0 | 0 | 3 | 66 | 77 | -11  |

| Équipe 1     | Score   | Équipe 2     |
| ------------ | ------- | ------------ |
| Danemark     | 25 – 23 | Lituanie     |
| Russie       | 28 – 25 | Corée du Sud |
| Lituanie     | 19 – 26 | Russie       |
| Corée du Sud | 25 – 29 | Danemark     |
| Corée du Sud | 26 – 24 | Lituanie     |
| Russie       | 21 – 24 | Danemark     |

### Groupe C
|   | Équipe    | Pts | J | G | N | P | Bp | Bc | Diff | Dép |
| - | --------- | --- | - | - | - | - | -- | -- | ---- | --- |
| 1 | Suède     | 4   | 3 | 2 | 0 | 1 | 61 | 53 | 8    | +1  |
| 2 | Roumanie  | 4   | 3 | 2 | 0 | 1 | 67 | 57 | 10   | 0   |
| 3 | Allemagne | 4   | 3 | 2 | 0 | 1 | 68 | 47 | 21   | -1  |
| 4 | Angola    | 0   | 3 | 0 | 0 | 3 | 43 | 82 | -39  | /   |

| Équipe 1  | Score   | Équipe 2  |
| --------- | ------- | --------- |
| Roumanie  | 26 – 16 | Angola    |
| Allemagne | 17 – 15 | Suède     |
| Suède     | 20 – 17 | Roumanie  |
| Angola    | 08 – 30 | Allemagne |
| Allemagne | 21 – 24 | Roumanie  |
| Suède     | 26 – 19 | Angola    |

### Groupe D
|   | Équipe          | Pts | J | G | N | P | Bp | Bc | Diff |
| - | --------------- | --- | - | - | - | - | -- | -- | ---- |
| 1 | Tchécoslovaquie | 6   | 3 | 3 | 0 | 0 | 65 | 53 | 12   |
| 2 | Autriche        | 4   | 3 | 2 | 0 | 1 | 63 | 48 | 15   |
| 3 | États-Unis      | 2   | 3 | 1 | 0 | 2 | 58 | 76 | -18  |
| 4 | Chine           | 0   | 3 | 0 | 0 | 3 | 67 | 76 | -9   |

| Équipe 1   | Score   | Équipe 2        |
| ---------- | ------- | --------------- |
| Chine      | 26 – 17 | États-Unis      |
| Autriche   | 13 – 16 | Tchécoslovaquie |
| États-Unis | 11 – 27 | Autriche        |
| Chine      | 20 – 26 | Tchécoslovaquie |
| Autriche   | 23 – 21 | Chine           |
| États-Unis | 20 – 23 | Tchécoslovaquie |

## Poule de classement de la13eà la16eplace
|   | Équipe   | Pts | J | G | N | P | Bp | Bc | Diff |
| - | -------- | --- | - | - | - | - | -- | -- | ---- |
| 1 | Lituanie | 6   | 3 | 3 | 0 | 0 | 88 | 59 | 29   |
| 2 | Chine    | 4   | 3 | 2 | 0 | 1 | 92 | 84 | 8    |
| 3 | Espagne  | 2   | 3 | 1 | 0 | 2 | 64 | 79 | -15  |
| 4 | Angola   | 0   | 3 | 0 | 0 | 3 | 60 | 82 | -22  |

| Espagne  | 21 | 15 | Angola   |
| Lituanie | 34 | 21 | Chine    |
| Angola   | 19 | 26 | Lituanie |
| Chine    | 36 | 24 | Espagne  |
| Espagne  | 19 | 28 | Lituanie |
| Angola   | 26 | 35 | Chine    |

## Tour principal

### Modalités
Les résultats de premier tour entre les équipes d'un même groupe sont conservés.
Les vainqueurs de chaque groupe sont qualifiés pour la finale. Les autres équipes sont qualifiées pour les matchs de classement.
- qualifié pour la finale
- qualifié pour le match pour la 3e place.

### Groupe I
|   | Équipe       | Pts | J | G | N | P | Bp  | Bc  | Diff |
| - | ------------ | --- | - | - | - | - | --- | --- | ---- |
| 1 | Danemark     | 8   | 5 | 4 | 0 | 1 | 143 | 122 | 21   |
| 2 | Norvège      | 8   | 5 | 4 | 0 | 1 | 104 | 91  | 13   |
| 3 | Russie       | 5   | 5 | 2 | 1 | 2 | 113 | 109 | 4    |
| 4 | Hongrie      | 4   | 5 | 1 | 2 | 2 | 120 | 135 | -15  |
| 5 | Pologne      | 3   | 5 | 1 | 1 | 3 | 117 | 136 | -19  |
| 6 | Corée du Sud | 2   | 5 | 1 | 0 | 4 | 136 | 140 | -4   |

| Norvège      | 21 | 18 | Corée du Sud |
| Hongrie      | 24 | 24 | Russie       |
| Pologne      | 25 | 30 | Danemark     |
| Russie       | 19 | 14 | Norvège      |
| Corée du Sud | 37 | 29 | Pologne      |
| Danemark     | 37 | 23 | Hongrie      |
| Norvège      | 28 | 23 | Danemark     |
| Pologne      | 22 | 21 | Russie       |
| Hongrie      | 33 | 31 | Corée du Sud |

Remarque : les équipes semblent être départagées à la différence de but générale. Ainsi, la Norvège, qui a pourtant gagné contre le Danemark, ne termine que deuxième (+13 contre +21 pour le Danemark).

### Groupe II
|   | Équipe          | Pts | J | G | N | P | Bp  | Bc  | Diff |
| - | --------------- | --- | - | - | - | - | --- | --- | ---- |
| 1 | Allemagne       | 8   | 5 | 4 | 0 | 1 | 109 | 82  | 27   |
| 2 | Roumanie        | 6   | 5 | 3 | 0 | 2 | 111 | 93  | 18   |
| 3 | Suède           | 6   | 5 | 3 | 0 | 2 | 95  | 80  | 15   |
| 4 | Autriche        | 6   | 5 | 3 | 0 | 2 | 83  | 78  | 5    |
| 5 | Tchécoslovaquie | 4   | 5 | 2 | 0 | 3 | 99  | 99  | 0    |
| 6 | États-Unis      | 0   | 5 | 0 | 0 | 5 | 69  | 134 | -65  |

| Roumanie   | 15 | 16 | Autriche        |
| Suède      | 30 | 11 | États-Unis      |
| Allemagne  | 22 | 21 | Tchécoslovaquie |
| États-Unis | 12 | 24 | Allemagne       |
| Roumanie   | 25 | 21 | Tchécoslovaquie |
| Autriche   | 17 | 11 | Suède           |
| Allemagne  | 25 | 10 | Autriche        |
| Roumanie   | 30 | 15 | États-Unis      |
| Suède      | 19 | 18 | Tchécoslovaquie |

Remarque : les équipes semblent être départagées à la différence de but générale. Ainsi, la Roumanie, qui a pourtant perdu contre la Suède et l'Autriche, termine deuxième (+18) tandis que l'Autriche, qui a pourtant gagné contre la Roumanie et la Suède, termine quatrième (+5).

## Tour final (Oslo)
Elles opposent les équipes placées au même rang lors du tour principal.
| Match                   | Équipe 1         | Score     | Équipe 2   |
| ----------------------- | ---------------- | --------- | ---------- |
| Finale                  | Allemagne        | 22 – 21ap | Danemark   |
| Match pour la 3e place  | Norvège          | 20 – 19   | Roumanie   |
| Match pour la 5e place  | Russie           | 25 – 19   | Suède      |
| Match pour la 7e place  | Hongrie          | 16 – 09   | Autriche   |
| Match pour la 9e place  | Tchécoslovaquie* | 22 – 17   | Pologne    |
| Match pour la 11e place | Corée du Sud     | 29 – 21   | États-Unis |

* Équipe unie de République tchèque et de Slovaquie

## Classement final
| Rang                      | Équipe           | MJ | V | N | D | BP  | BC  | Diff |
| ------------------------- | ---------------- | -- | - | - | - | --- | --- | ---- |
| Médaille d'or, monde      | Allemagne        | 7  | 6 | 0 | 1 | 161 | 111 | 50   |
| Médaille d'argent, monde  | Danemark         | 7  | 5 | 0 | 2 | 189 | 167 | 22   |
| Médaille de bronze, monde | Norvège          | 7  | 6 | 0 | 1 | 144 | 126 | 18   |
| 4                         | Roumanie         | 7  | 4 | 0 | 3 | 156 | 129 | 27   |
| 5                         | Russie           | 7  | 4 | 1 | 2 | 164 | 147 | 17   |
| 6                         | Suède            | 7  | 4 | 0 | 3 | 140 | 124 | 16   |
| 7                         | Hongrie          | 7  | 3 | 2 | 2 | 158 | 157 | 1    |
| 8                         | Autriche         | 7  | 4 | 0 | 3 | 115 | 115 | 0    |
| 9                         | Tchécoslovaquie* | 7  | 4 | 0 | 3 | 147 | 136 | 11   |
| 10                        | Pologne          | 7  | 2 | 1 | 4 | 154 | 177 | -23  |
| 11                        | Corée du Sud     | 7  | 3 | 0 | 4 | 191 | 185 | 6    |
| 12                        | États-Unis       | 7  | 1 | 0 | 6 | 117 | 189 | -72  |
| 13                        | Lituanie         | 6  | 3 | 0 | 3 | 154 | 136 | 18   |
| 14                        | Chine            | 6  | 2 | 0 | 4 | 159 | 160 | -1   |
| 15                        | Espagne          | 6  | 1 | 0 | 5 | 112 | 141 | -29  |
| 16                        | Angola           | 6  | 0 | 0 | 6 | 103 | 164 | -61  |

* Équipe unie de République tchèque et de Slovaquie

## Statistiques et récompenses

### Équipe-type
La Norvégienne Cecilie Leganger a été élue, à seulement 18 ans, meilleure joueuse et meilleure gardienne de but de la compétition,.
La Norvégienne Heidi Sundal aurait été élue meilleure pivot[réf. à confirmer].
Les autres joueuses distinguées ne sont pas connues.

### Meilleures marqueuses
| Rang | Joueuse                | Équipe       | Buts |
| ---- | ---------------------- | ------------ | ---- |
| 1    | Hong Jeong-ho          | Corée du Sud | 58   |
| 2    | Natalia Morskova       | Russie       | 50   |
| 3    | Zuzana Prekopová       | Rép. tchèque | 44   |
| 4    | Mirella Mierzejewska   | Pologne      | 41   |
| 5    | Anja Andersen          | Danemark     | 40   |
| 6    | Mia Hermansson-Högdahl | Suède        | 39   |
| 6    | Mariana Tîrcă          | Roumanie     | 39   |
| 8    | Bianca Urbanke         | Allemagne    | 37   |
| 9    | Liliana Topea          | Autriche     | 36   |
| 10   | Éva Erdős              | Hongrie      | 35   |

## Effectif des équipes sur le podium

### Champion du monde:Allemagne
L'effectif de l'Allemagne, championne du monde, est,  :
- Heike Murrweiss
- Bianca Urbanke
- Birgit Wagner
- Heike Axmann
- Andrea Boelk
- Gabriele Palme
- Franziska Heinz
- Elke Bram
- Michaela Schanze
- Carola Ciszewski
- Sabine Adamik
- Cordula David
- Renate Zienkiewicz
- Michaela Erler
- Karen Heinrich
- Sybille Gruner

Entraineur :  Lothar Doering

### Vice-champion du monde:Danemark
L'effectif du Danemark, vice-champion du monde, est :
- Anja Andersen
- Camilla Andersen
- Tina Bøttzau
- Marianne Florman
- Conny Hamann
- Anja Byrial Hansen
- Anette Hoffmann
- Vivi Kjærsgaard
- Tonje Kjærgaard
- Janne Kolling
- Lise-Lotte Lauridsen
- Susanne Munk Lauritsen
- Gitte Madsen
- Lene Rantala
- Rikke Solberg
- Gitte Sunesen
- Anne Dorthe Tanderup

Entraineur :  Ulrik Wilbek

### Troisième place:Norvège
L'effectif de la Norvège, médaillée de bronze, est :
- Cecilie Leganger
- Annette Skotvoll
- Hege Frøseth
- Susann Goksør Bjerkrheim
- Siri Eftedal
- Connie Mathisen
- Mette Davidsen
- Mona Dahle
- Marte Eliasson
- Kristine Duvholt
- Karin Pettersen
- Heidi Sundal
- Hege Kristine Kvitsand
- Tonje Sagstuen
- Cathrine Svendsen

Entraineur :  Sven-Tore Jacobsen